# Staatsverschuldung Griechenlands
Dieser Artikel wurde aufgrund inhaltlicher und/oder formaler Mängel auf der Qualitätssicherungsseite des Portals Wirtschaft eingetragen. 
Du kannst helfen, indem du die dort genannten Mängel beseitigst oder dich an der Diskussion beteiligst.
Die Staatsverschuldung Griechenlands umfasst nach Eurostat (Stand 2023) Staatsschulden in Höhe von aufgerundet 356 Milliarden Euro. Die Staatsschuldenquote in Griechenland beträgt (Stand 2023) 168,3 % und ist im internationalen Vergleich hoch.

## Geschichte
Während der Griechischen Revolution 1821–1829 legte die provisorische griechische Regierung 1824/25 erste Anleihen auf. Im Londoner Protokoll von 1830 gewährten die europäischen Großmächte Griechenland ihre Garantie für eine Anleihe über 60 Millionen Francs. 1833 konnte der Zins nicht mehr bezahlt werden.
Im Jahre 1893 kam es zum Griechischen Staatsbankrott. Nach dem verlorenen Türkisch-Griechischen Krieg 1897 gaben die europäischen Großmächte Griechenland 1898 ein Darlehen in Höhe von 151,3 Millionen Goldfranken, um Reparationen an das Osmanische Reich, bereits bestehende Schuldendienste und das griechische Haushaltsdefizit begleichen zu können. Um die Rückzahlung der Schulden zu gewährleisten, wurde Griechenland 1898 der Internationalen Finanzkontrolle unterstellt.
Nach dem verlorenen Griechisch-Türkischen Krieg 1919–1922 und der folgenden Flüchtlingskatastrophe wurde unter der Regie des Völkerbunds eine Anleihe mit einem Volumen von 12,3 Millionen Pfund Sterling aufgelegt. Während der deutschen Besetzung Griechenlands 1941–1945 wurden die Ansprüche Griechenlands wegen der wirtschaftlichen Ausbeutung des Landes in Form einer Zwangsanleihe Griechenlands 1942 verrechnet, nach Kriegsende jedoch nie gezahlt. Zu Beginn der Militärdiktatur 1967–1974 erlebte Griechenland eine Sperre für ein langlaufendes, zinsgünstiges Darlehen in Höhe von 49 Millionen DM durch die europäische Investitionsbank.
Griechenland wurde 1981 Mitglied der Europäischen Union. Am 1. Januar 2001 wurde der Euro als Währung auch in Griechenland eingeführt. Die Rolle des Bankunternehmens Goldman Sachs gilt hierbei seit 2015 als umstritten.

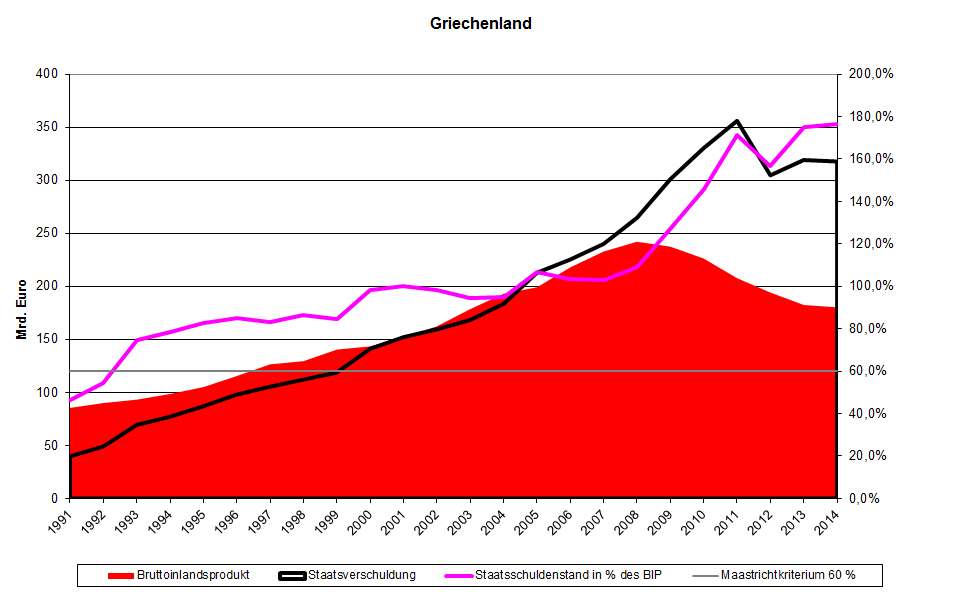
Bruttoinlandsprodukt und Staatsverschuldung Griechenlands 1991–2014 in Mrd. Euro und im Verhältnis zum BIP.

Die aktuelle griechische Staatsschuldenkrise entstand als ein Teil der Eurokrise seit 2009. Ab 2009 stiegen die Renditen der griechischen Staatsanleihen scharf an (wodurch der Staat für Kredite deutlich mehr Zinsen zahlen müsste). Am 23. April 2010 beantragte Griechenland daraufhin offiziell EU-Hilfe, um einen Staatsbankrott zu vermeiden, und sagte im Gegenzug von anderen EU-Regierungen geforderten Konsolidierungsbemühungen, unter anderem durch Kürzungen bei den Staatsausgaben, zu. Am 11. April 2010 beschlossen die Mitglieder der Eurozone, Hilfskredite an Griechenland zu gewähren, darunter Deutschland auf Grundlage des Währungsunion-Finanzstabilitätsgesetzes, um den Euro zu stabilisieren. Diese Maßnahmen werden als Euro-Rettungsschirm bezeichnet. Seit 2012 werden die Chancen und Probleme eines Austritts Griechenlands aus der Eurozone („Grexit“) diskutiert.
2015 betrug die Staatsverschuldung (Bruttoverschuldung) laut Eurostat 311,673 Milliarden Euro. Im Zusammenhang mit der insgesamt schlechten Wirtschaftsentwicklung (einschließlich gesunkenem BIP) in Griechenland ist seit der Finanzkrise ab 2007 die Staatsschuldenquote nach Eurostat von 103,1 % (2007) auf aktuell 177,4 % (2015) insgesamt erheblich gestiegen.